# Reino Rossi
Taru Reino Kai Rossi, född 19 november 1919 i Helsingfors, död där 8 mars 1985, var en finländsk bank- och industriman.
Rossi blev filosofie doktor 1952. Han var 1946–1956 forskare och tjänsteman vid Finland Bank och 1958–1970 medlem av dess direktion; professor i nationalekonomi vid Helsingfors finska handelshögskola 1957–1958. Han var 1970–1980 koncernchef för Finska socker Ab och tjänstgjorde 1971–1972 som utrikeshandelsminister i en expeditionsministär. Han erhöll ministers titel 1974. 

## Utmärkelser
- Kommendörstecknet av Finlands Vita Ros’ orden[2]
- Kommendörstecknet av Finlands Lejons orden[2]
- Frihetsmedaljens 1. klass[2]

[Redigera Wikidata]